# Montjuïc
Montjuïc (wym. katalońska: [muɲʒuˈik], pol. Żydowskie Wzgórze) – wzgórze o wysokości 173 m n.p.m. w Barcelonie w Hiszpanii.

## Historia

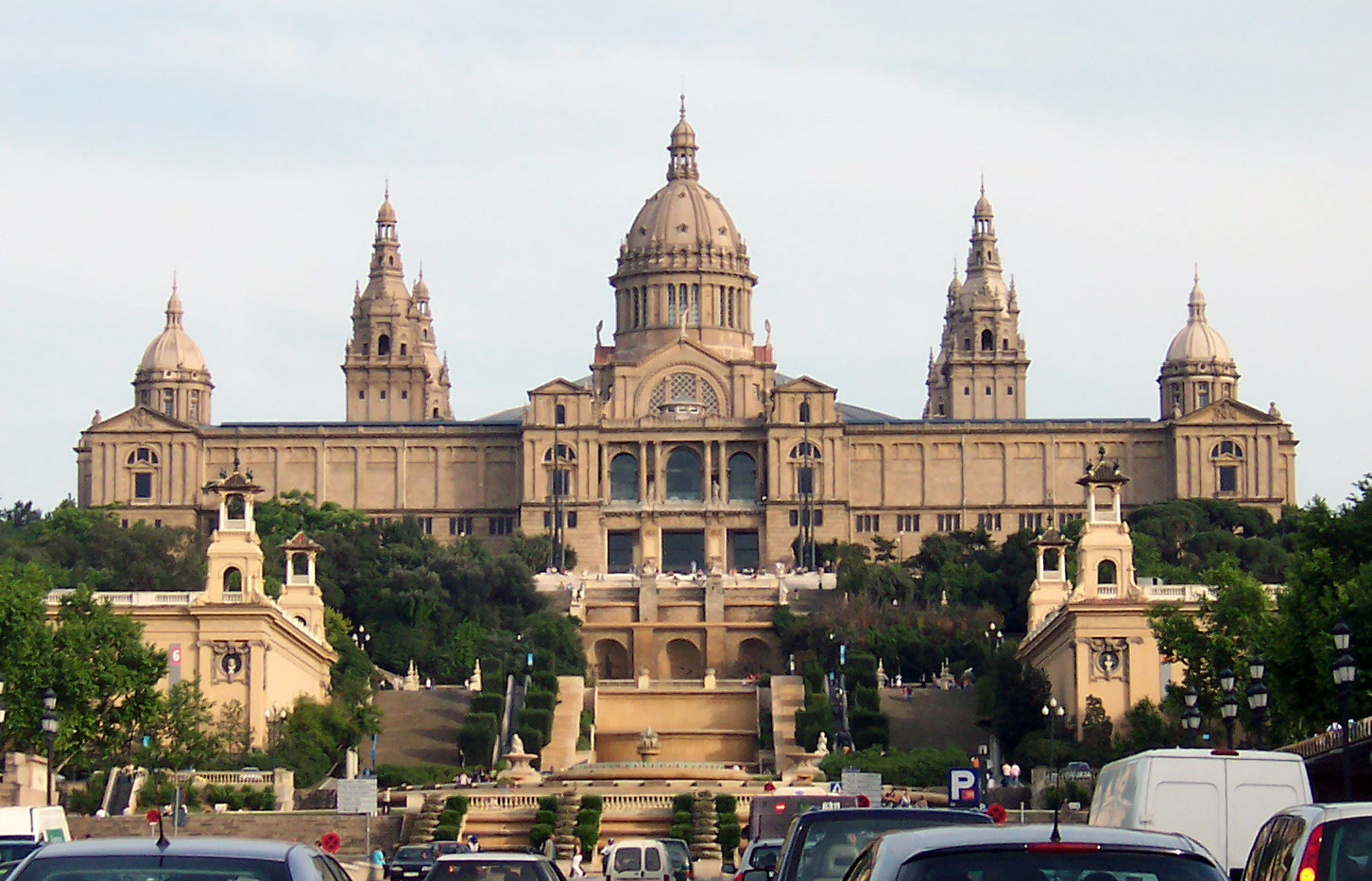
Palau Nacional

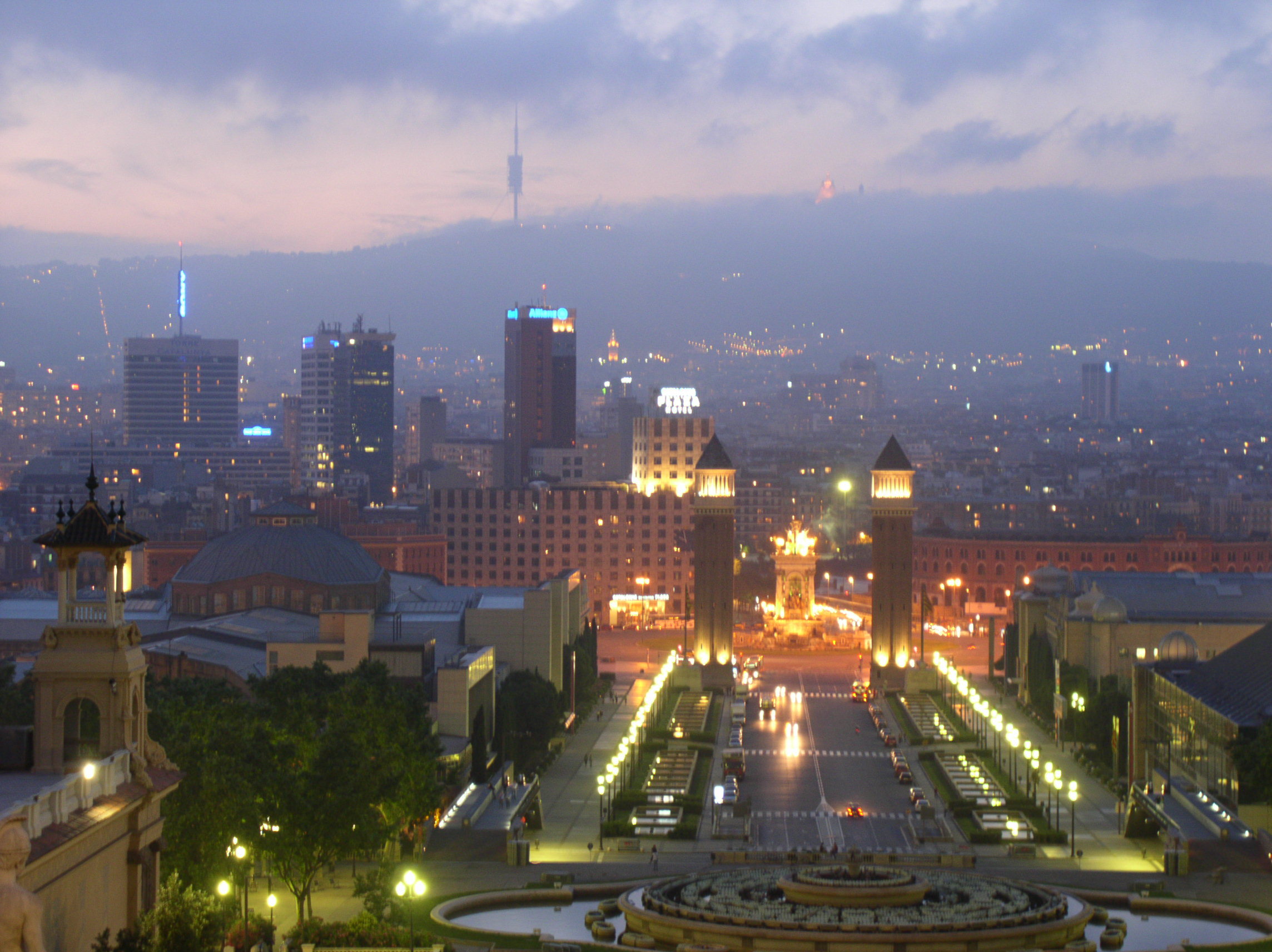
Widok z Montjuïc w kierunku Plaça Espanya

Montjuïc jest szerokim i niewysokim wzgórzem ze stosunkowo płaskim szczytem. Wznosi się w południowo-zachodniej części centrum miasta. Wschodnia część Montjuïc jest praktycznie pionowym klifem, dzięki czemu z góry roztacza się świetny widok na port u stóp wzgórza.
W czasach rzymskich znajdowała się tu świątynia „Mons Jovis” (Góra Jowisza). W średniowieczu na południowej stronie wzgórza usytuowano cmentarz żydowski. Po katalońsku nazwa miejsca to Żydowskie Wzgórze. Cmentarz istnieje do dziś.
Na szczycie Montjuïc (173 m n.p.m.) znajdowały się różnego rodzaju fortyfikacji, z których najnowsza (zamek Castell de Montjuïc) istnieje do dziś. Forteca została zbudowana w XVII wieku (część dobudowano w XVIII wieku). W 1842 tutejszy garnizon, lojalny władzy w Madrycie, ostrzeliwał niektóre części miasta. Forteca była wykorzystywana jako więzienie. Aż do czasów generała Franco często przetrzymywano tu więźniów politycznych. Dokonano tu licznych egzekucji. W 1897 na wzgórzu odbyło się wydarzenie znane jako Els processos de Montjuïc, które przyspieszyło egzekucję zwolenników anarchii. Efektem były surowe represje względem robotników walczących o prawa. W czasie hiszpańskiej wojny domowej przeprowadzano tu egzekucje zarówno republikanów, jak i narodowców. W 1940 został tu stracony kataloński polityk – Lluís Companys i Jover.
Naturalnie zadrzewione zbocza Montjuïc były wykorzystywane jako teren pod pola uprawne i do wypasu zwierząt przez mieszkańców Ciutat Vella. W latach 90. XIX wieku lasy zostały częściowo wycięte, tworząc miejsce pod przyszłe parki. W 1929 Montjuïc zostało wybrane jako teren dla wystawy światowej. Wtedy rozpoczęto tu wielką akcję budowlaną. Do dziś przetrwał powstałe wówczas Palau Nacional, Stadion Olimpijski (Estadi Olímpic), kompleks fontann Font Màgica oraz schody prowadzące od alei Avenida de la Reina Maria Cristina do Palau Nacional (wzdłuż fontann, przez Plaça del Marquès de Foronda oraz Plaça de les Cascades). Przetrwała też Poble Espanyol („Hiszpańska wioska”) składająca się z różnych budynków w różnych stylach hiszpańskiej architektury zlokalizowana w zachodniej części wzgórza. U stóp Montjuïc znajduje się pawilon barceloński, dzieło Miesa van der Rohe. Znajdujący się niedaleko Plaça del Marquès de Foronda budynek został zburzony w 1930 i odbudowany w roku 1988.
W 1929 ukończono budowę Stadionu Olimpijskiego, na którym w 1936 miały być zorganizowane antyfaszystowskie Igrzyska Olimpijskie – alternatywa dla letnich Igrzysk Olimpijskich w Berlinie. Plany te upadły po wybuchu hiszpańskiej wojny domowej. Estadi Olímpic służył do 2 sierpnia 2009 roku jako macierzysty stadion drużyny Espanyol Barcelona. Drużyna miała przenieść się na inny stadion w centrum miasta, jednak przeprowadzka jest odkładana, ponieważ nowy stadion nie jest ukończony.
Drogi na zboczach od strony miasta były torem Formuły 1 – Circuit de Montjuïc. Czterokrotnie organizowano tu Grand Prix Hiszpanii. W trakcie wyścigu w 1975 samochód Rolfa Stommelena wpadł w trybuny, zabijając pięciu widzów. Po tym wypadku Formuła 1 nie powróciła więcej na Montjuïc.
W 1992 na Montjuïc odbyły się letnie Igrzyska Olimpijskie w Barcelonie. Centralnym punktem był w znacznym stopniu odnowiony Estadi Olímpic Lluís Companys, któremu przy tej okazji zmieniono nazwę. Dysponujące 65.000 miejscami stadion był miejscem ceremonii otwarcia i zamknięcia olimpiady oraz dyscyplin lekkoatletycznych. Dookoła niego zbudowano Anella Olímpica („Pierścień Olimpijski”) – budynki takie jak Institut Nacional d’Educació Física de Catalunya (centrum teorii sportu), Piscines Bernat Picornell (basen olimpijski) oraz zaprojektowaną przez Santiago Calatravę rzucającą się w oczy wieżę telekomunikacyjną.
Bogato zdobiony Palau Nacional jest siedzibą Narodowego Muzeum Sztuki Katalońskiej (Museu Nacional d’Art de Catalunya) dysponującego licznymi zbiorami malarstwa i rzeźby katalońskiej. To największa na świecie kolekcja dzieł katalońskich. Na wzgórzu znajduje się również kompleks teatralny La Ciutat del Teatre. Składa się z Mercat de les Flors i Teatre Lliure de Montjuïc.
Na szczyt Montjuïc (do podnóża murów twierdzy) można dostać się koleją linową ze stacji Parc de Montjuïc przy Avinguda de Miramar. Część zbocza wzgórza pokryta jest dobrze utrzymanymi parkami i ogrodami. Montjuïc jest powszechnie wykorzystywane do amatorskiego kolarstwa.